# USS LST-343
O USS LST-343 foi um navio de guerra norte-americano da classe LST que operou durante a Segunda Guerra Mundial.